# Leucanopsis guascana
Leucanopsis guascana là một loài bướm đêm thuộc phân họ Arctiinae, họ Erebidae.